# Nuklearunfall von Njonoksa
Der Nuklearunfall von Njonoksa ereignete sich am 8. August 2019 auf dem Marinetestgelände Njonoksa der russischen Streitkräfte am Weißen Meer. Bei einer oder zwei Explosionen, hier die Folge einer nuklearen Kettenreaktion (Kritikalitätsunfall)  gab es mehrere Todesopfer und Schwerverletzte, zudem wurde Radioaktivität freigesetzt. Ursache war ein fehlgeschlagener Test eines Raketenantriebssystems, welches von der russischen Propaganda oft auch als „Wunderwaffe“ bezeichnet wurde. Auswertungen der verfügbaren Informationen deuteten auf einen fehlgeschlagenen Bergungsversuch eines im Oktober 2018 im Meer versunkenen Systems hin. Die russischen Behörden informierten die Ärzte, welche die Opfer behandelten, nicht über den Charakter des Unfalls.

## Verlauf
Am 8. August hatten sich auf dem der militärischen Geheimhaltung unterliegenden Marinetestgelände Njonoksa nahe der Hafenstadt Sewerodwinsk in der Oblast Archangelsk eine oder zwei Explosionen ereignet. Dabei wurden gemäß einer Bestätigung von Rosatom am 9. August fünf seiner Mitarbeiter getötet. Zudem starben zwei Angehörige des russischen Verteidigungsministeriums. Laut russischen Angaben wurden weitere sechs Personen, darunter drei Rosatom-Mitarbeiter und drei Mitarbeiter des Verteidigungsministeriums, verletzt. Rund 100 Personen wurden auf Strahlung hin untersucht. Verletzte wurden in zwei verschiedene Krankenhäuser gebracht und es wurde erklärt, die Opfer seien bereits dekontaminiert. Im einen der Spitäler, dem Regionalspital, erfuhr im Gegensatz zur Semaschko-Klinik, welche selber über Dosimeter und Detektoren verfügte, niemand etwas von Strahlung. Auch die Rettungssanitäter flogen ohne jeden Schutz direkt ins kontaminierte Gebiet und transportierten die Opfer mit zwei zivilen Hubschraubern ab. Ein mobiles Strahlungslabor, welches die Opfer hätte dekontaminieren können, soll währenddessen für Strahlungsmessungen in die Gegenrichtung gefahren sein. Cäsium-137 gelangte mit den Opfern ins Regionalkrankenhaus, wo erst, während die Operationen schon im Gange waren, Messungen vorgenommen wurden und die Messenden die Operationsräume in Panik verließen, weil die Dosimeter bis zum Anschlag ausschlugen. Das Spital wurde im Nachhinein von Soldaten dekontaminiert.

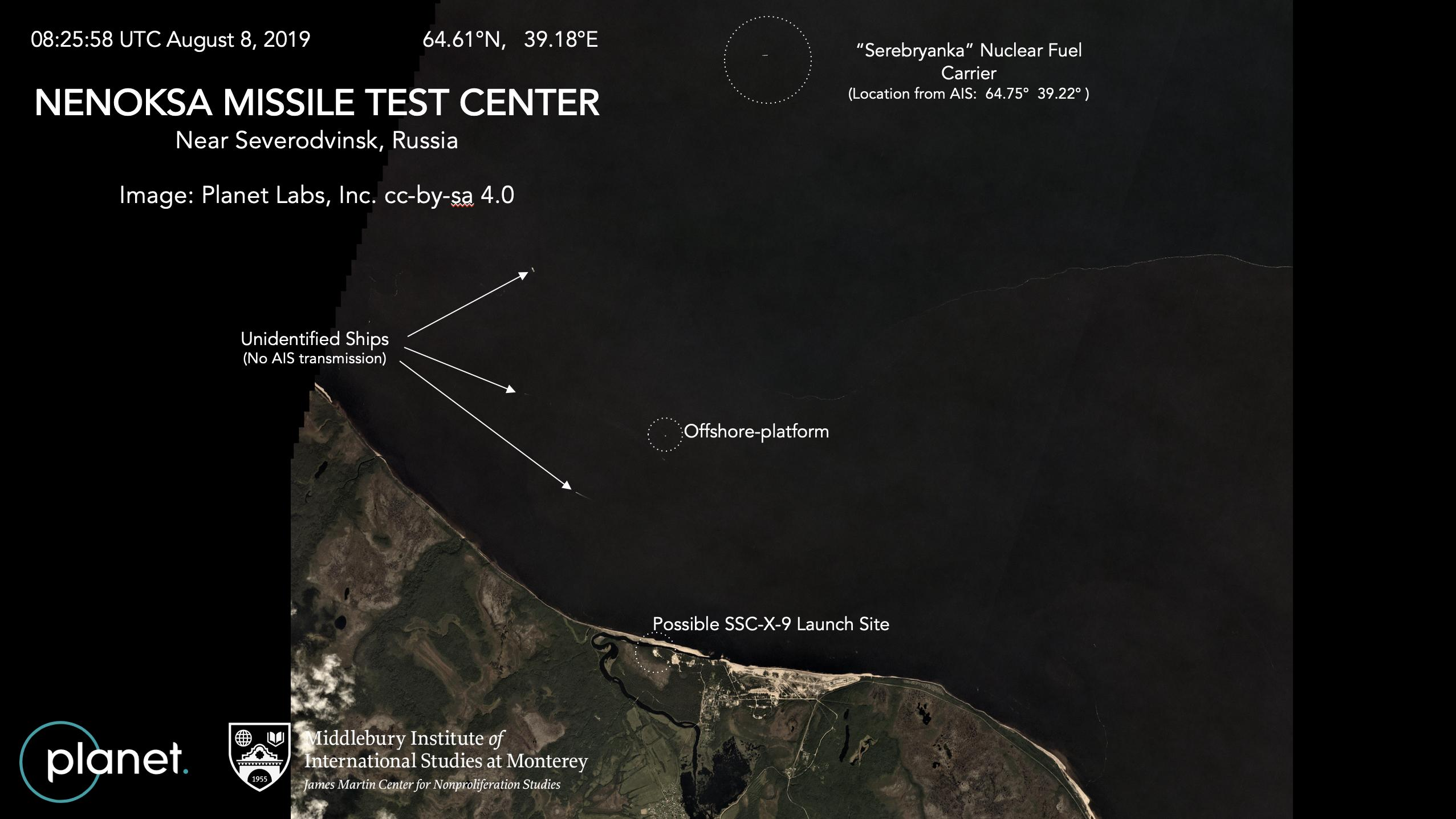
Situation zur Zeit des Unfalls

Anscheinend explodierte unter einem Ponton im Meer ein mit einer radioaktiven Quelle ausgerüstetes Waffensystem, welches hätte geborgen werden sollen. Die Radioaktivitätsquelle versank oder verblieb vermutlich im Weißen Meer; die zeitlich auf eine oder einige Stunden begrenzten erhöhten Radioaktivitätswerte hatte ein Atomexperte schon innerhalb weniger Tage mit deren Versinken erklärt, damals noch im Unwissen, dass sie wohl schon zuvor dort gelegen hatte. Messungen am Tag der Havarie in Archangelsk und die Verstrahlungen der Opfer belegen, dass radioaktive Substanzen ausgetreten waren. Kurzlebige, teils ungewöhnliche Radionuklide von Strontium-91, Barium-139 und 140 und Lanthan-140 wurden vom Russischen Föderalen Dienst für Hydrometeorologie und Umweltbeobachtung (Rosgidromet) nachgewiesen. Diese Stoffe seien Zerfallsprodukte von kurzlebigen Radioisotopen der Edelgase Krypton und Xenon, wie sie in Kernreaktoren entstünden. Sie stammten nicht, wie von offiziellen russischen Quellen behauptet, aus einer Radionuklidbatterie, sondern seien nach Aussage des norwegischen Experten Nils Böhmer Beweis für einen Reaktorunfall.
Die Anwesenheit von zwei Schiffen für Bergungsarbeiten war ein weiteres Indiz für die nach einem Monat plausible Erklärung eines Bergungsversuches eines im Meer versunkenen Systems: Es handelte sich einerseits um ein Schiff für den Transport radioaktiver Materialien, andererseits um das Rettungsschiff Swesdotschka mit Kranen und Tauchbooten.

## Maßnahmen und Informationspolitik der russischen Regierung
Staatliche russische Stellen hielten sich zu dem Vorfall weitgehend bedeckt und verlauteten später, ein Flüssigkeitstriebwerk sei explodiert. Im Internet kursiert jedoch ein Video, in dem ein russischer Offizier die betroffene Bevölkerung informiert und auch davor warnt, angeschwemmte Pontonreste oder andere Gegenstände einzusammeln, da sie radioaktiv belastet seien. Er erklärte auch, dass zuvor ohne das Wissen der Bewohner bereits zahlreiche ähnliche Tests stattgefunden hätten. Ärzte und Rettungskräfte in Archangelsk wurden nicht ausreichend über die Hintergründe des Unfalls informiert, so dass sie sich nicht adäquat schützen konnten. Die Berichte über die Behandlungen wurden beschlagnahmt und die Betroffenen zur Verschwiegenheit verpflichtet. Der Präsidentensprecher Dmitri Peskow verlautete noch nach dem 20. August, dass „Berichte aus anonymen Quellen“ nicht kommentiert würden. Er stellte gleichzeitig klar, dass, falls es sich um ein Staatsgeheimnis handle, die Personen sich an ihre Verpflichtungen halten müssten. Schon am 14. August hatte jedoch ein Arzt unter seinem Namen darüber berichtet. Zu einem behandelnden Arzt, der Cäsium-137 in den Muskelfasern hatte, wurde erklärt, dies stamme womöglich von „Fukushima-Krabben“, welche er wohl in seinen Ferien in Thailand gegessen habe. Tatsächlich aber stammte das Cäsium von der Strahlenbelastung, die von jenen Patienten ausgingen, welche nach dem Unfall durch ihn behandelt wurden und im Nachhinein an der Strahlenkrankheit verstarben.
Das staatliche Wetteramt Rosgidromet meldete kurzzeitig um vier- bis sechzehnfach erhöhte Strahlungswerte. Lokale Stellen hatten die Radioaktivitätsmessungen in einer Pressemitteilung publiziert, die jedoch später wieder gelöscht wurde.
Nachdem bekannt geworden war, dass in der Region mehrere russische Strahlungsmessstationen für die Kontrolle des Kernwaffenteststopp-Vertrages unmittelbar nach dem Unglück abgeschaltet worden waren, erklärten russische Stellen, der Unfall habe nichts mit dem Testverbot zu tun, sondern sei eine innere Angelegenheit Russlands. Die Datenfreigabe sei daher freiwillig, so Vizeaußenminister Sergei Rjabkow. Die Messdaten hätten nähere Rückschlüsse zur Explosion und den sonstigen Aktivitäten auf dem Testgelände ermöglicht.
Die stockende und teilweise verschleiernde Kommunikation russischer Stellen befeuerte Spekulationen. Zahlreiche Sicherheitsfachleute sahen sofort eine Verbindung zu einer der „Wunderwaffen“, die Russlands Präsident Putin im März 2018 vorgestellt hatte: Meist wurde der strategische Marschflugkörper namens Burewestnik, der dank Nuklearantrieb fast unbegrenzt unterwegs sein könne, als mutmaßlich betroffenes System genannt. Kurze Zeit vor dem Unfall war die bisher für dieses Projekt genutzte Testanlage von der Doppelinsel Nowaja Semlja nach Njonoksa verlegt worden. US-Nachrichtendienste favorisierten diese Version.
Es gab verschiedene Hinweise dafür, dass es sich im August 2019 nicht um einen Flugtest gehandelt hatte. Zu dieser Zeit gab es keine Flugverbotszonen (NOTAMs), weshalb vermutet wurde, dass am 8. August ein im Jahr 2018 abgestürzter Flugkörper womöglich inklusive dessen nicht funktionierender Startstufe aus dem Meer geborgen werden sollte. Nach übereinstimmenden Aussagen erfolgte die Explosion unter Wasser.
Ein russischer Militärexperte erörterte, den offiziellen russischen Angaben der Beteiligung einer Radionuklidbatterie folgend und vor der Bekanntgabe des vorgefundenen Isotopenspektrums, die auf einen Kernreaktorunfall hinwiesen, in der Nowaja gaseta alternative Möglichkeiten, falls es sich nicht um Burewestnik handle: Als verursachendes System hielt er eine auf dem Meeresgrund stationierbare Variante der normalerweise U-Boot-gestützten Interkontinentalrakete des Typs R-29 für möglich, da es naheliegend sei, dass zu deren über längere Zeit aufrecht zu erhaltenden Stromversorgung eine Radionuklidquelle eingesetzt würde. Aufgrund der ab 26. August bekannten Zerfallselemente war jedoch beim Unfall wohl keine Radionuklidbatterie für die Strahlung verantwortlich.